# Adulte et sexy
Singles de Emmanuel Moire
Si c'était ça la vie
(2008) Sans dire un mot
(2009)
Adulte & sexy est le premier single du chanteur français Emmanuel Moire extrait de son deuxième album studio L'Équilibre (2009).

## Classements
| Classement (2009)               | Meilleure position |
| ------------------------------- | ------------------ |
| Belgique (Wallonie Ultratip 50) | 2                  |
| France (SNEP)                   | 9                  |